# Leptepistomion concinna
Leptepistomion concinna är en fjärilsart som beskrevs av W. Warren 1894. Leptepistomion concinna ingår i släktet Leptepistomion och familjen mätare. Inga underarter finns listade i Catalogue of Life.